# Lycosa porteri
Lycosa porteri là một loài nhện trong họ Lycosidae.
Loài này thuộc chi Lycosa. Lycosa porteri được Eugène Simon miêu tả năm 1904.